# 恩迪安州

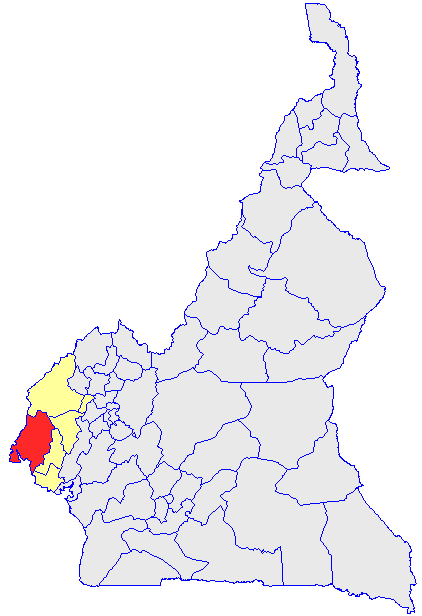

恩迪安州（法語：Ndian），是喀麥隆的58個州份之一，位於該國西南部，由西南區負責管轄，北面是馬紐州，面積6,626平方公里，2001年人口129,659，人口密度每平方公里19.6人。